# 世界书局
世界书局是20世纪上半叶創设于中国上海的一个大型民营出版機構。世界書局轉遷臺灣之後，成為臺灣文史哲書種最齊全的出版重鎮，現址為臺北市中正區重慶南路一段99號1樓（世界大樓）。1985年將國立故宮博物院典藏的世界唯一一套《四庫全書薈要》影印出版，均廣為各界所重視。世界書局致力於文化建設工作，出版各類教科書、大專職校參考書，及各種文史藝術叢書。並廣泛收集珍貴史料，考證版本，系統化地整理傳統典籍，出版中國學術名著、古典通俗小說等數千種，曾有連續三年多「間日出書一冊」的紀錄，是坊間文、史、哲書種最齊全的出版重鎮。

## 沿革

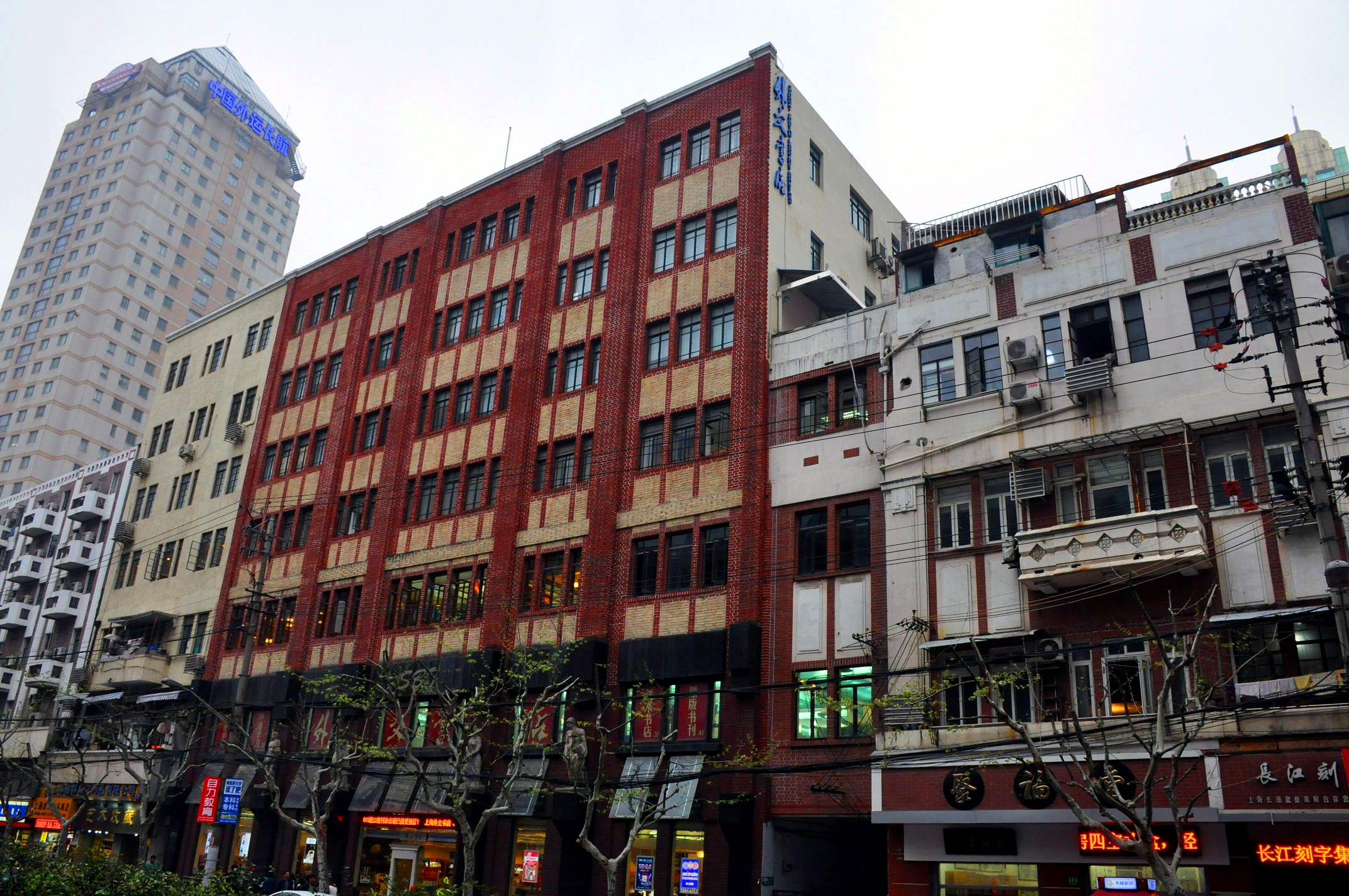
上海時期的世界書局大樓，現作為外文書店使用

世界书局由绍兴人、原中华书局副经理沈知方（1882－1939年）创办。曾是中國三大出版機構，與商務印書館、中華書局齊名:363-364。
1916年，世界書局在上海福州路正式成立，大規模網羅人才、匯集資金，業務發展一日千里；不數年，於全國各省均設有分局，並加速擴展出版品種類，在外文翻譯、傳統文學及休閒讀物上均建立起卓著聲譽。
1921年规模扩大后改组为股份有限公司，沈知方任总经理。发行所设上海公共租界中区福州路320号（山东路口怀远里口），1932年迁入福州路390号。印刷所初设闸北虬江路，1925年失火获得保险金后，在公共租界东区大连湾路建造总厂。1934年，沈知方投资房地产失利，辞去总经理职务，由陆高谊接任。1937年8月淞沪会战爆发，大连湾路总厂位于日本占领区内，被大日本帝国海军占用，损失严重。1938年11月，日军在福州路世界书局发行所制造爆炸案，造成职员一死一伤。1946年，由李石曾出任总经理。1948年7月於臺北市設立臺灣分店:176。
1949年5月，世界書局總經理楊家駱從上海經澳門、香港抵達臺灣，主持在臺工作:176。中國人民解放軍入上海後實施軍管，世界书局官股部分被没收；1950年2月，私股部分参加公私合营，上海的世界書局宣告結束。其印刷廠改為中華印刷廠:364。
世界书局於上海時先后共出版各类出版物达5580种。初期以出版通俗小说为主，例如张恨水的言情小说《春明外史》、《金粉世家》，不生的武侠小说《江湖奇侠传》、《近代侠义英雄传》，程小青的侦探小说《霍桑探案》、《福尔摩斯探案全集》等，以及《快游》、《红杂志》、《红玫瑰》、《家庭杂志》、《侦探世界》5种杂志，极为畅销，为世界书局打开局面。从1924年起，世界书局开始出版中小学教科书，形成与商务印书馆、中华书局三足鼎立的局面。同时出版《英汉四用辞典》等工具书，《国学名籍丛刊》（包括《十三经注疏》、《说文解字段注》、《四史》、《资治通鉴》等）、《四库全书学典》等古籍，朱生豪译《莎士比亚戏剧全集》等外国文学作品，以及一些丛书，如《ABC丛书》、《生活丛书》、 《世界少年文库》等，作者有陈望道、茅盾、傅东华、谢六逸、丰子恺、杨贤江等。还编绘出版了《三国志》、《西游记》、《水浒》、《封神榜》、《岳传》、《火烧红莲寺》等连环画。1920年代，世界书局还出过一些配合国民革命形势的宣传小册子，如《农民协会问答》、《三民主义浅说》等。
世界书局的标记是圆形地球，四周环绕云彩，正中竖写“世界”两字。
世界书局转迁臺湾之后，成為臺灣文史哲書種最齊全的出版重鎮:176，现址为臺北市中正区重庆南路一段99号1樓（世界大樓）。轉遷台灣後，繼續致力於文化建設工作，出版各類教科書、大專職校參考書，及各種文史藝術叢書。自五○年代起，更廣泛收集珍貴史料，考證版本，系統化地整理傳統典籍，出版中國學術名著、古典通俗小說等數千種，曾有連續三年多「間日出書一冊」的紀錄，而世界書局亦儼然成為坊間文、史、哲書種最齊全的出版重鎮。歷任經營者以傳承文化為使命，現任總編輯為閻初女士。

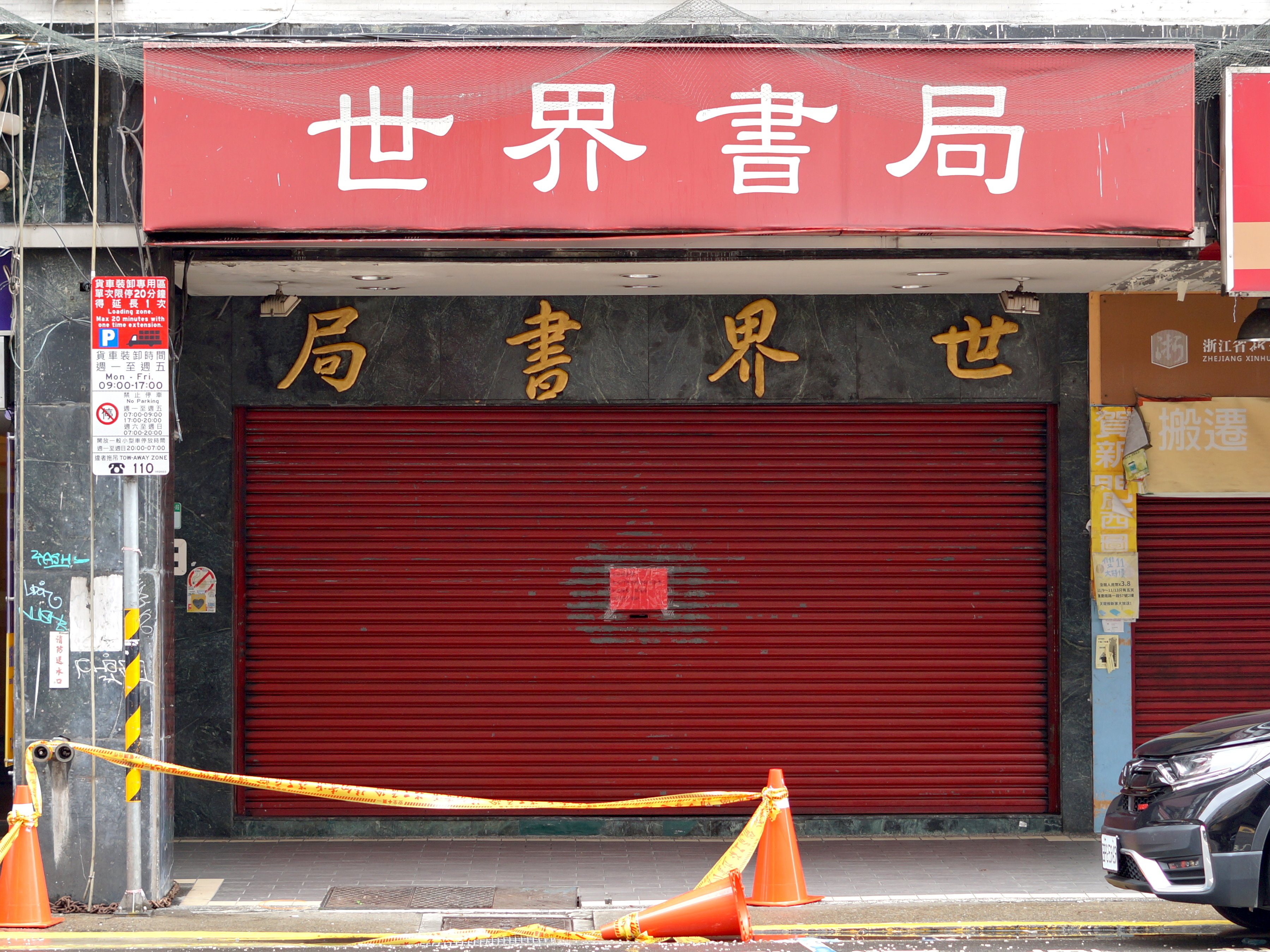
台湾世界書局總部及門市部

1957年，李田意在日本將三言二拍的足本逐頁拍成膠卷，其中的《三言》由世界書局影印出版，自此學界才能更深入研究《三言》:25。
1958年出版《四部提要重印諸子集成》、1962年出版《增補珍本醫書集成》130種、1975年出版《廣注經史百家雜鈔》、1975年起將《永樂大典》散落各國佚本考證綜合、1985年將國立故宮博物院典藏的世界唯一一套《四库全书荟要》影印出版，均廣為各界所重視。:176。
| 1978年獲得金鼎奬的《永樂大典》，乃是費時多年，蒐羅散於國內及美、英、日、法、德、俄諸國之佚本與考證、詳目綜合而成。1985年，又與台北故宮博物院特別合作，投注了大量的人力物力，耗時數年，將世上唯一孤本《四庫全書薈要》影印成書。 近年來，隨著政策開放，世界書局開始大量引進優質簡體字書籍於門市銷售，並積極開拓兩岸文化交流工作及各類實質合作。在近百年的發展歷程中，世界書局面對時代的變遷、環境的挑戰，始終堅持為中華文化傳承的使命，及「為往聖繼絕學，為萬世開太平」的理想。 |